# Ina Plug
Ina Plug (tên trước khi lấy chồng là Post) (sinh 5 tháng 8 năm 1941) là một nhà khảo cổ học động vật và giáo viên người Nam Phi. Sự nghiệp lâu dài của bà bao gồm nghiên cứu ngoài thực địa và trong bảo tàng ví dụ như Bảo tàng Transvaal (giờ là Ditsong: National Museum of Natural History) và cho Đại học Pretoria về động vật có vú nam Phi, bắt đầu với những loài vật tại các di chỉ Thời đại đồ sắt tại Vườn quốc gia Kruger. Công việc của bà đã cho ra kết quả là hơn 130 bài viết khoa học được xuất bản, chủ yếu là về tàn tích xương động vật. Bà cũng xuất bản một cuốn sách có tựa đề What Bone Is That? A Guide to the Identification of Southern African Mammal Bones (tạm dịch: Đó là xương gì vậy? Cẩm nang giúp nhận biết xương động vật có vú Nam Phi).
Trong thời gian làm nghiên cứu, Plug đã đi tới rất nhiều quốc gia để củng cố nền kiến thức của bà và tham dự vào nhiều cuộc họp của Hội đồng các nhà khảo cổ học động vật quốc tế (International Council of Archaeozoologists, viết tắt là ICAZ), và hiện giờ bà là một thành viên của Hội đồng đó.

## Đời tư
Ina Post sinh ngày 5 tháng 8 năm 1941 tại Amsterdam, Hà Lan, là con của Gerritdina Fransina (née Bruinenberg) và Jan Post; bà là người con gái duy nhất của gia đình. Sau khi Chiến tranh thế giới thứ hai kết thúc, gia đình bà chuyển tới Nam Phi, đi trên con tàu Pretoria Castle vào năm 1949. Họ sống tại Villieria, một vùng ngoại ô của Pretoria.